# Carro de guerra

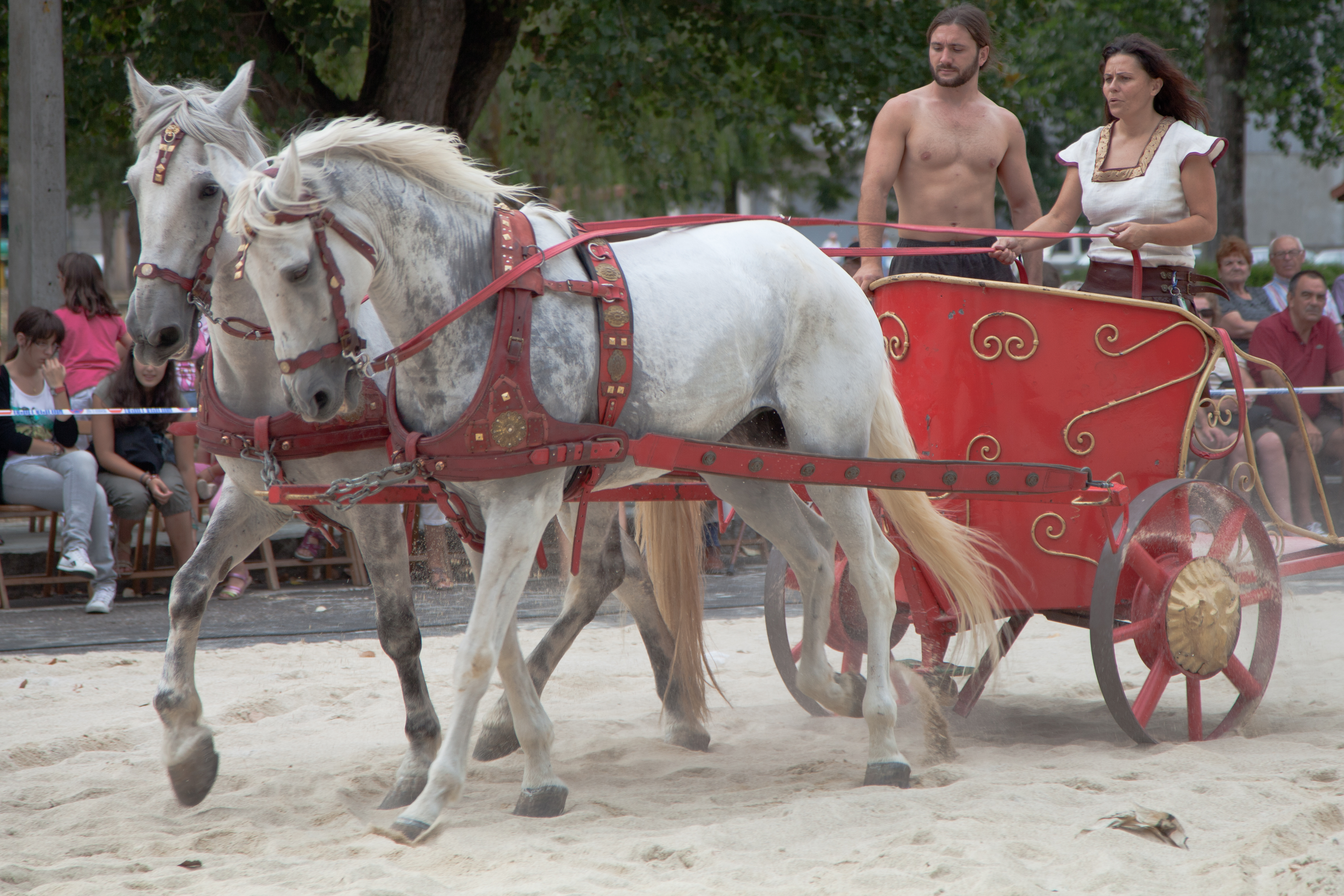
Uma biga em um festival da Galiza.

Carro de guerra é um tipo de carruagem que se utiliza de tração animal (quase sempre cavalos) para proporcionar rápida potência motora a quem a utiliza. Carros deste tipo eram utilizados tanto durante guerras quanto em eventos pacíficos, como desfiles e triunfos, ou para caça e corridas, além de servir como o principal meio de transporte para muitos povos antigos, quando a velocidade de deslocamento era mais importante do que o peso que estava sendo transportado. Carros de boi, espécies de proto-carruagens, foram construídas pelos proto-indo-europeus, e sua existência na Mesopotâmia remonta a 3000 a.C. Os carros de guerra originais eram veículos rápidos, leves, abertos e com duas rodas, puxadas por dois ou mais cavalos atrelados um ao lado do outro; consistiam em pouco mais que uma plataforma com uma estrutura semicircular na altura da cintura do seu condutor. Estes veículos foram muito utilizados durante as idades do Bronze e do Ferro. Sua proteção era limitada a um escudo.

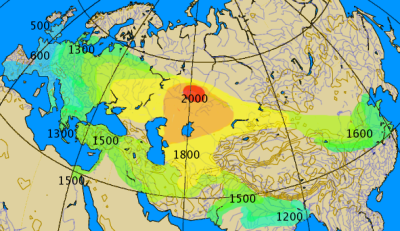
Mapa histórico aproximado da difusão dos carros de guerra entre 2000 e 500 a.C.

Os termos 'carro', 'carroça' e 'carruagem' todos remontam ao latim carrus, que por sua vez era um empréstimo linguístico do gaulês. Na Roma Antiga e em outros países do Antigo Mediterrâneo chamava-se um carro movido por dois cavalos de biga, por três de triga e por quatro de quadriga.

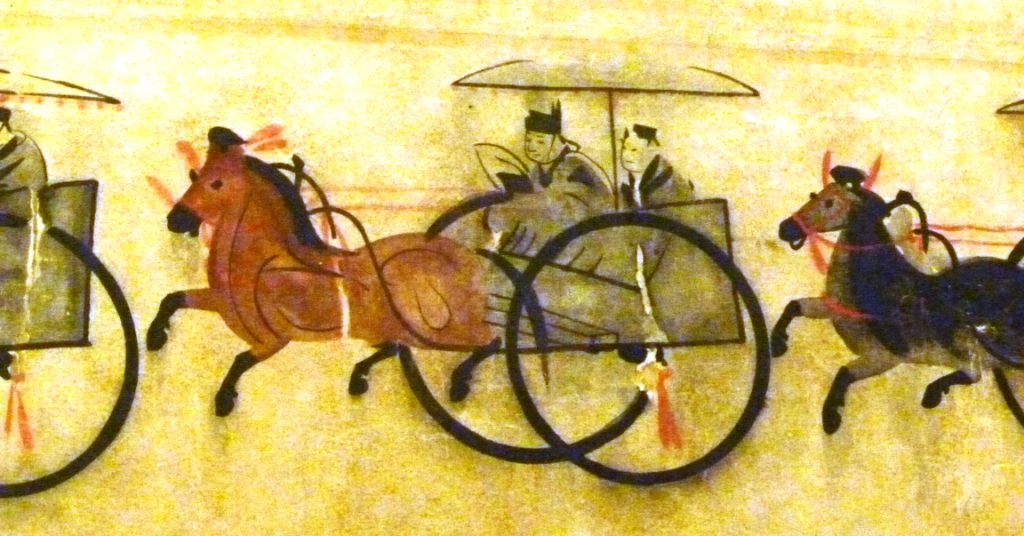
Uma representação de uma biga chinesa, durante o período da Dinastia Han.

A invenção fundamental para a construção de carros de guerra leves e movidos a tração equina foi a invenção das rodas com raios. Os primeiros carros a utilizarem esta tecnologia datam de 2000 a.C., e o ápice de seu uso se deu por volta de 1300 a.C. (Batalha de Kadesh). Deixaram de ter importância por volta do século IV a.C., porém corridas de carros continuaram a ser populares em Constantinopla até pelo menos o século VI.